# Rhyacophila milarepa
Rhyacophila milarepa är en nattsländeart som beskrevs av Schmid 1970. Rhyacophila milarepa ingår i släktet Rhyacophila och familjen rovnattsländor. Inga underarter finns listade i Catalogue of Life.